# Sputnik Engineering
Pour les articles homonymes, voir Spoutnik (homonymie).

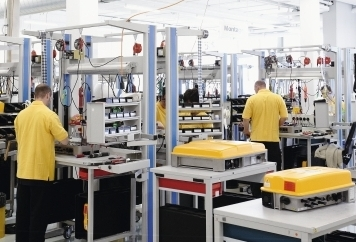
Production d'onduleurs SolarMax

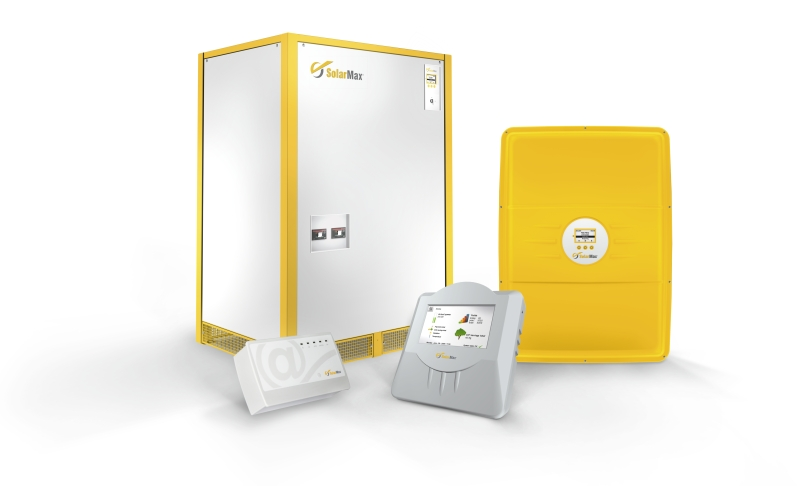
Produits SolarMax de Sputnik Engineering

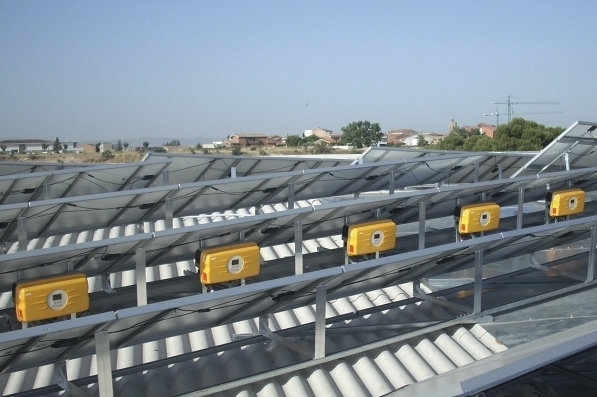
Installation solaire avec des onduleurs SolarMax

La société Suisse Sputnik Engineering AG est spécialisée dans le développement, la production, la distribution et la maintenance d’onduleurs photovoltaïques couplés au réseau. Le siège de la société est situé en Suisse (Biel/Bienne). Sputnik Engineering dispose d’implantations en Allemagne, Espagne, Italie, France, Belgique, Royaume-Uni, Bulgarie, Grèce et Chine.

## Profil de l‘entreprise
Créée en 1991 dans la ville suisse de Bienne, la société Sputnik Engineering AG s’est concentrée dès le début sur le développement, la production et la distribution d'onduleurs pour les centrales solaires photovoltaïques couplées au réseau. Elle a eu un rôle de pionnier en concevant par exemple, en 1994, le premier onduleur du monde sans transformateur. Sous la marque « SolarMax », Sputnik Engineering offre un appareil pour toutes les applications, de la maison individuelle en passant par l’installation agricole jusqu'à la centrale solaire photovoltaïque. Elle emploie actuellement près de 360 salariés.
Le 27 novembre 2014 la société annonce son insolvabilité. Elle ferme ses portes et 270 emplois sont supprimés[réf. souhaitée].

## Sites et implantations
Sputnik Engineering AG, Biel/Bienne, Suisse
- Sputnik Engineering France S.A.R.L., Saint-Priest, France
- Sputnik Engineering GmbH, Neuhausen auf den Fildern, Allemagne.
- Sputnik Engineering Ibérica S.L.U., Madrid, Espagne
- Sputnik Engineering International AG, Biel/Bienne, Suisse
  - Succursale Benelux, Bruxelles
  - Succursale Royaume-Uni, Londres
  - Succursale Grèce, Athènes
  - Succursale Bulgarie, Sofia
- Sputnik Engineering Italia S.r.l., Giussano, Italie
- Sputnik Engineering Trading Ltd., Shanghai, Chine

## Produits
Sputnik Engineering produit et distribue des onduleurs de branche ou centraux pour tout type de centrale solaire photovoltaïque : de petites installations photovoltaïques sur le toit jusqu’aux centrales solaires photovoltaïques  : Série S et P SolarMax (2 à 5 kW) : pour les installations de petite taille; série MT SolarMax (8 à 15 kW) : pour les installations de taille moyenne. Gamme des onduleurs centraux : Série S SolarMax (20 à 35 kW), série TS SolarMax (50 à 300 kW), série TS-SV SolarMax (330 kW) ainsi que la Power Station (330 kW à 1,32 MW). Sputnik Engineering développe également des accessoires et des solutions de communication de données pour la surveillance, la conception et la commande des centrales solaires photovoltaïques. 

## Histoire
Sputnik Engineering AG a été fondée en 1991 comme spin-off de l’école d’ingénieurs de Biel (Suisse) et a lancé le premier onduleur central triphasé du monde disposant de commandes et régulation entièrement numériques. L’innovation technique suivante a été le développement du premier onduleur sans transformateur.
En 2001, la filiale Sputnik Engineering GmbH a été créée en Allemagne pour répondre à la forte croissance de la demande en onduleurs photovoltaïques. En 2006, la filiale espagnole a été créée, la filiale italienne a suivi en 2007, puis la France en 2008 et la Chine en 2011. Des succursales en Belgique, Royaume-Uni, Grèce et Bulgarie ont successivement été ouvertes.